# Manoscritti di San'a
I manoscritti di Ṣanʿāʾ ritrovati nel 1972 in Yemen sono considerati da alcuni come la più antica versione finora rintracciata del Corano. Benché il testo sia stato datato ai primi due decenni dell'VIII secolo, i test effettuati con la tecnica del Carbonio-14 indicano che alcune pergamene di questa collezione rimonterebbero al VII-VIII secolo.

## Scoperta ed esame
Nel 1972, ad alcuni operai che restauravano un muretto nel sottotetto ligneo della Grande Moschea di San'a ( al-Jāmiʿ al-Kabīr ), in Yemen, caddero per caso addosso grandi quantità di antichi manoscritti e di vecchie pergamene. Non avendo alcuna idea di ciò che avevano trovato, costoro si contentarono di radunare i documenti, di metterli in una ventina di grandi sacchi per patate e di lasciare il tutto nella scalinata interna di uno dei minareti della moschea.
Qāḍī Ismāʿīl al-Akwāʾ, allora presidente dell'Autorità delle Antichità yemenite, si rese conto di ciò che poteva rappresentare quella scoperta inaspettata e chiese l'aiuto internazionale per esaminare e salvaguardare i frammenti. Nel 1979 riuscì così a interessare un ricercatore tedesco, Gerd-Rüdiger Puin, che a sua volta persuase il suo governo a organizzare e finanziare un progetto di restauro.
I test condotti con la tecnica del Carbonio-14 attribuirono ad alcune pergamene una datazione oscillante tra il 645 e il 690 secondo il Calendario gregoriano . La loro reale età potrebbe variare un poco, dal momento che il C-14 identifica l'anno di morte di un organismo vivente, ma ignora quanto tempo possa essere trascorso tra l'avvio di tale processo di degrado e la redazione finale del manoscritto condotto da un copista.